# Chicago Defender

petit garçon noir vendant les journaux à Chicago début XXe siècle

Le Chicago Defender (Le défenseur de Chicago) était le plus grand et le plus influent journal hebdomadaire afro-américain des États-Unis au début de la Première Guerre mondiale. Le Défenseur a été fondé le 5 mai 1905 à Chicago par Robert Sengstacke Abbott, avec un investissement de 25 cents et une série de presse de 300 copies. Les premiers numéros, qui ont été créées sur la table de cuisine de l'appartement de son propriétaire, consistaient en un hebdomadaire de quatre pages et de six colonnes remplies de nouvelles, recueillies par Abbott comme des coupures à partir d'autres journaux plus établis. En 1956, il devient un quotidien sous le titre Chicago Daily Defender.